# Ana Sladetić Šabić
Ana Sladetić Šabić (Vukovar, 1985.) hrvatska je suvremena umjetnica s preko 105 skupnih i 11 samostalnih izložbi u Europi i inozemstvu. U svojoj doktorskoj disertaciji "Vizualni ogledi o čistoći: zid kao mjesto, prostor i sjećanje" opisala je tehnički sastav izrade i stabilizaciju termokromne boje na originalnom akvarelu.

## Životopis
Sladetić je doktorirala 2016. i magistrirala 2009. na Akademiji likovnih umjetnosti u Zagrebu.
Sudjelovala je na preko 105 skupnih i 11 samostalnih izložbi u Europi i inozemstvu. Dobitnica je više nagrada, uključujući Ex Aequo na 25. Slavonskom bijenalu, Umjetnički muzej Osijek, 2016.; i Grand Prix na 30. Salonu mladih 2009., Hrvatskog društva likovnih umjetnika, Zagreb. Održala je više javnih predavanja i radionica u suradnji s domaćim i stranim kulturnim institucijama, muzejima i galerijama. Bila je umjetnica u rezidenciji u Njemačkoj, Belgiji, Francuskoj, Finskoj i Sjedinjenim Državama.[nedostaje izvor]
Docentica je na Akademiji za umjetnost i kulturu u Osijeku.

## Vanjske poveznice
- U razgovoru s hrvatskom umjetnicom Anom Sladetić, Aesthetica Magazine, 27. travnja 2016.